# 16th ~That's J-POP~
16th ~That's J-POP~(식스틴 ~뎃'츠 제이-팝~)은 2021년 3월 31일에 발매된 모닝구무스메'21의 열여섯 번째 정규 앨범이다.

## 개요
- 초회생산한정반(BD), 통상반의 2형태로 발매.

## 수록곡

### CD
1. 愛してナンが悪い!?
작사, 작곡 : 층쿠 / 편곡 : 에가미 코타로
2. ギューされたいだけなのに
작사, 작곡 : 층쿠 / 편곡 : 오오쿠보 카오루
3. 信じるしか! (노래 : 이쿠타 에리나, 이시다 아유미, 오다 사쿠라, 카가 카에데, 오카무라 호마레)
작사, 작곡 : 층쿠 / 편곡 : 오오쿠보 카오루
4. TIME IS MONEY! (노래 : 사토 마사키, 노나카 미키, 요코야마 레이나, 야마자키 메이)
작사, 작곡 : 층쿠 / 편곡: 에가미 코타로
5. 泣き虫My Dream
작사, 작곡 : 층쿠 / 편곡 : 히라타 쇼이치로
6. 二人はアベコベ (노래 : 후쿠무라 미즈키, 마키노 마리아, 모리토 치사키, 키타가와 리오)
작사, 작곡 : 층쿠 / 편곡 : 에가미 코타로
7. 純情エビデンス
작사, 작곡 : 층쿠 / 편곡 : 히라타 쇼이치로
8. このまま!
작사, 작곡 : 층쿠 / 편곡 : 히라타 쇼이치로
9. KOKORO & KARADA
작사, 작곡 : 층쿠 / 편곡 : 오오쿠보 카오루
10. 人生Blues
작사, 작곡 : 층쿠 / 편곡 : 오오쿠보 카오루
11. Hey! Unfair Baby
작사, 작곡 : 층쿠 / 편곡 : 스즈키 슌스케
12. 恋愛Destiny～本音を論じたい～
작사, 작곡 : 층쿠 / 편곡 : 오오쿠보 카오루
13. LOVEペディア
작사 : 코다마 아메코 / 작곡 : 오오야키 히로오 / 편곡 : 히라타 쇼이치로
14. 人間関係No way way
작사 : 코다마 아메코 / 작곡 : 오오야키 히로오 / 편곡 : 스즈키 슌스케
15. 青春Night
작사 : 층쿠 / Rap 어레인지 : Miss Monday / 작곡 : 층쿠 / 편곡 : 오오쿠보 카오루

## 차트
- 주간최고순위 2위 (오리콘 차트)